# Phare de Sveti Andrija
Le phare de Sveti Andrija (en croate : Svjetionik Sveti Andrija) est un phare actif sur l'île de Sveti Andrija au large de Dubrovnik, dans le Comitat de Dubrovnik-Neretva en Croatie. Le phare est exploité par Plovput , une compagnie du Gouvernement de la République de Croatie.

## Histoire
L'île de Sveti Andrija fait partie de l'archipel des Élaphites situé à 11 km au nord-ouest de Dubrovnik. L'île est rocheuse et inhospitalière et elle est déclarée réserve ornithologique. Un monastère bénédictin y fut établi au 15e siècle et il fut détruit par le séisme du 6 avril 1667 à Dubrovnik.
Le phare, mis en service en 1873, a été construit sous l'empire austro-hongrois. Le grand bâtiment de deux étages a une superficie de 210 m². Il est équipé d'un objectif à lentille de Fresnel, ce qui en fait l'un des phares les plus puissants en mer Adriatique. Il fonctionne à l'énergie solaire.

## Description
Le phare  est une tour cylindrique en pierre de 17 m de haut, avec galerie et lanterne centrée sur une maison de gardien de deux étages. Le bâtiment est en pierre blanche non peinte et la lanterne est blanche. Il émet, à une hauteur focale de 69 m, un éclat blanc toutes les 15 secondes. Sa portée est de 24 milles nautiques (environ 45 km) pour le feu principal et 12 milles nautiques (environ 22 km) pour le feu de veille.
Identifiant : ARLHS : CRO-001 - Amirauté : E3590 - NGA : 14024 .

## Caractéristiques dufeu maritime
Fréquence : 15s (W)
- Lumière : 0.8 seconde
- Obscurité : 14.2 secondes